# سام كولبي
سام كولبي شخصية خيالية في سلسلة ما وراء الطبيعة للكاتب المصري أحمد خالد توفيق. ساحر يهودي مُدعٍ، ونصاب يحاول إقناع رفعت إسماعيل بأنه تناسخ إدغار آلان بو باستخدام عقار الهلوسة. كولبي هو الذي قاد رفعت إسماعيل إلى التعرف على فرانتز لوسيفر قارئ التاروت الغامض. وأرسل إليه جون موهون الذي تحول إلى ملك الذباب. يُساعد كولبي رفعت إسماعيل عندما يقع في مشكلة مع كتاب العزيف ويُقنع العشرين شيطاناً بتركه، كما يمنحه القلادة التي حصل عليها من أحد سحرة نيويورك، والتي تخبره بتحرك أحد الشياطين للقتل.
سام كولبي هو الشخصية الوحيدة من عالم ما وراء الطبيعة التي ظهرت مع رفعت إسماعيل في سلسلة فانتازيا.

## هوامش
1. ↑  أحمد خالد توفيق، د. أسطورة بو. ما وراء الطبيعة - 19. روايات مصرية للجيب. المؤسسة العربية الحديثة.
2. ↑  أحمد خالد توفيق، د. حكايات التاروت. ما وراء الطبيعة - 20. روايات مصرية للجيب. المؤسسة العربية الحديثة.
3. ↑  أحمد خالد توفيق، د. أسطورة ملك الذباب. ما وراء الطبيعة - 56. روايات مصرية للجيب. المؤسسة العربية الحديثة.
4. ↑  أحمد خالد توفيق، د. أسطورة العلامات الدامية. ما وراء الطبيعة - 65. روايات مصرية للجيب. المؤسسة العربية الحديثة.
5. ↑  أحمد خالد توفيق، د. ما أمام الطبيعة. فانتازيا - 35. روايات مصرية للجيب. المؤسسة العربية الحديثة.